# Elsa Huerta Méndez
Elsa Huerta Méndez es una exjugadora mexicana de fútbol femenil. Jugó en la posición de mediocampista en el primer mundial de fútbol femenino, realizado en México en 1971. Este mundial no fue reconocido como oficial por la FIFA, ya que se consideraba al fútbol femenil como "amateur". A pesar de las dificultades, el equipo conformado por jugadoras como Alicia "Pelé" Vargas, María Eugenia "La Peque" Rubio y Berta Orduña, lograron colocarse como subcampeonas, perdiendo la final contra Dinamarca en un marcador de 3-0 goles en contra. El mundial de 1971 fue el primero y el último de su tipo, hasta 20 años después, cuando en 1991 se llevó a cabo la primera Copa del Mundo Femenil, organizada por la FIFA, con sede en China.

## Mundial Femenil México 1971
El primer Mundial Femenil se realizó con sede en México en 1971. El año anterior, la selección femenil mexicana había logrado colocarse en el tercer lugar del Campeonato Femenil organizado por la FIFA con sede en Italia. A pesar de los nulos recursos económicos destinados al equipo, impresionaron con su participación, por lo que México se definió como sede para el siguiente torneo.
En 1971 las mujeres no eran vistas seriamente como jugadoras profesionales, sino que más bien eran consideradas “amateur”. Las jugadoras hicieron historia, no solamente por su excelente participación, sino que marcaron un récord de asistencia en un partido de fútbol femenil con 110 000 asistentes en la final contra Dinamarca.
Logró obtener la presea de plata, tras caer contra la selección danesa en la final tres goles contra cero. El estado anímico de las jugadoras jugó un papel crucial y definitivo, ya que se les había comunicado que no se les daría ninguna remuneración económica en caso de ganar el campeonato. La selección tuvo que conformarse con los aplausos y el cariño de los más de cien mil espectadores.